# Салигни (Констанца)
Салигни (рум. Saligny) насеље је у Румунији у округу Констанца у општини Салигни. Oпштина се налази на надморској висини од 38 m.

## Становништво
Према подацима из 2002. године у насељу је живело 800 становника, од којих су сви румунске националности.